# Ricardo Moreno Cañas
Ricardo Moreno Cañas (San José, 8 de mayo de 1890 - 23 de agosto de 1938) fue un médico y político costarricense. Era hijo de Inocente Moreno Quesada y Clara Cañas Alvarado, quienes procrearon once hijos, primero cinco mujeres y luego seis varones. Se casó con Graciela Ulloa Banuet el 16 de julio de 1920 y tuvieron tres hijas, Flor de María, que falleció a los 15 años, Cecilia y Graciela, todas Moreno Ulloa. Graciela sería por muchos años la Directora del Teatro Nacional de Costa Rica.

## Biografía

### Primeros estudios
Realizó sus estudios secundarios en el Colegio Seminario y posteriormente en el Liceo de Costa Rica, obteniendo un Bachillerato en Humanidades. Le gustaba jugar al fútbol y correr, por lo que participó en la primera carrera de maratón que se celebró en Costa Rica en 1910 y ganó la «Copa de la República».

### Ginebra
Con una beca se traslada a la Universidad de Ginebra (Suiza), para estudiar medicina. Sin embargo, la beca le es retirada poco después, por lo que financia sus estudios por medio de préstamos hechos por su pariente Julia Álvarez de Rojas. El 23 de marzo de 1912 obtiene el Bachillerato en Ciencias Médicas y el 11 de noviembre de 1915 el Diploma de Doctor en Medicina. En esa época estudiaba también en Ginebra el Dr. Solón Núñez Frutos. Su tesis doctoral se llamó «Un cas d'amaigrissment extreme esencial» («El enflaquecimiento extremo esencial»).

### Primera Guerra Mundial
Se le nombra interno de Clínica Quirúrgica del Hospital Cantonal de Ginebra. Viaja a París, que está en guerra y se une como cirujano del Cuerpo de Ambulancias. Es nombrado además interno en el Hospital Broussais de París, operando a los soldados heridos en batalla, lo que le permite adquirir una experiencia especial en la atención de traumatismos graves. Al terminar la guerra en 1918 el Gobierno francés, agradecido, lo premia con la Medalla Conmemorativa de la Guerra Europea, la Medalla del Reconocimiento Francés, la Medalla de la Abnegación de la Cruz Roja Francesa, las Palmas de Oro de la Cruz Roja Francesa y se le nombra Caballero de la Legión de Honor.

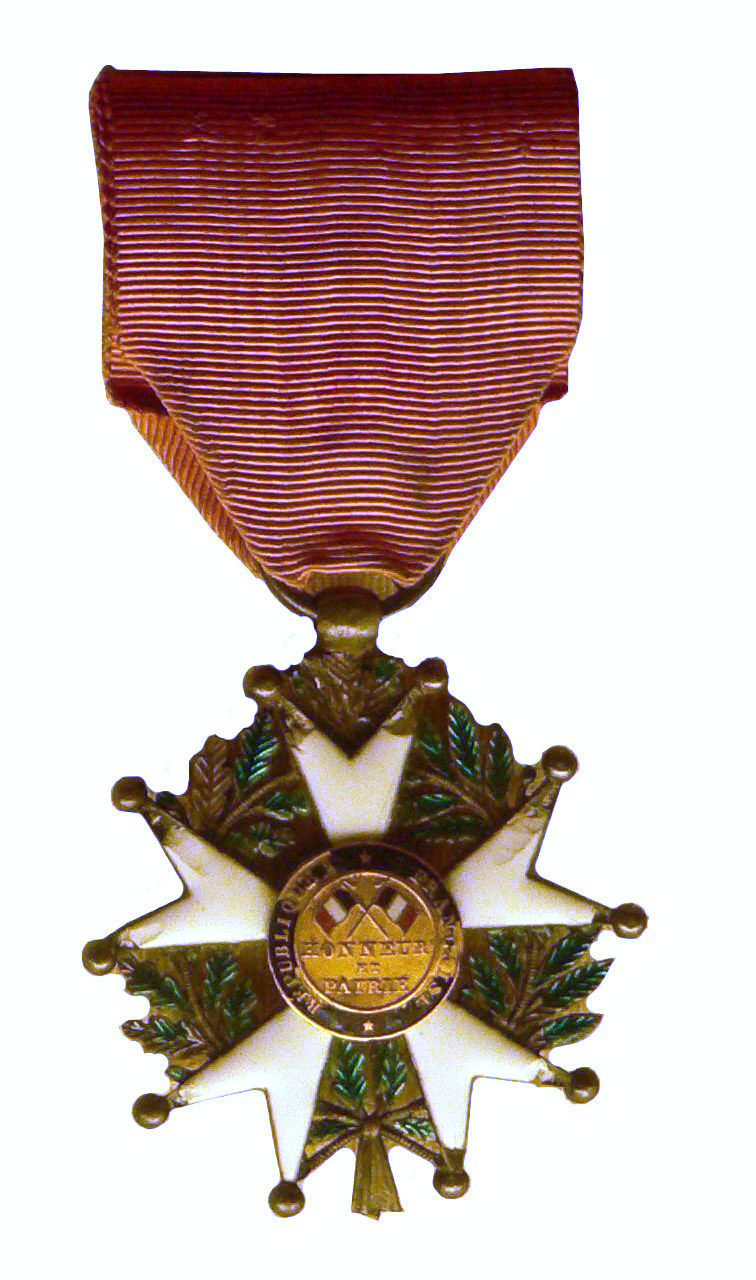
Medalla de La Legión de Honor francesa

### Ejercicio profesional en Costa Rica
Terminada la guerra vuelve a Costa Rica y se incorpora a la Facultad de Medicina el 21 de junio de 1919, ingresando como médico al Hospital San Juan de Dios, donde se especializa en la atención de traumas ortopédicos. En 1923 es nombrado cirujano asistente y en 1925 llega a ser Presidente de la Facultad de Medicina, habiendo sido antes vocal y secretario. En 1936 es nombrado Jefe de Cirugía del hospital y ya para entonces tiene una abundante clientela y un gran reconocimiento profesional. Una de estas proezas quirúrgicas fue el caso ampliamente difundido en la prensa de Gonzalo Madriz Rojas, quien fue atacado en San José y recibió dos balazos; uno en el codo y otro en el corazón, donde se alojó el proyectil. El doctor Moreno Cañas le abre el pecho –por primera vez en Costa Rica– y extrae la bala del pericardio; luego sutura mientras el corazón está latiendo. El joven supera la operación y vive por muchos años más. Este acontecimiento coloca al Moreno Cañas en la cúspide de su fama profesional.

### La Liga Cívica y la política
El 18 de junio de 1928 los doctores Moreno Cañas y José Victory, junto con los licenciados José Joaquín Quirós, Ricardo Fournier y Víctor Quesada Carvajal convocan a una 75 personas para funda la «Liga Cívica», una entidad que se denomina como una sociedad defensora de los intereses de la Patria. Participan en ese grupo Adriano Urbina, Luis Demetrio Tinoco, Luis Felipe González Flores, Omar Dengo Guerrero, Francisco Trejos y Juan Arias Romero. Dan luchas muy importantes contra las compañías eléctricas, lo que desemboca en la nacionalización de los recursos hidroeléctricos. La Liga Cívica, conjuntamente con el Ingeniero Max Koberg Bolandi redactaron y propusieron un Proyecto de Ley que buscaba la nacionalización de las fuerzas hidroeléctricas del país. Como resultado de esa gestión, se promulgó la Ley 77 del 31 de julio de 1928, que creó el Servicio Nacional de Electricidad (SNE), cuyo primer presidente fue Alfredo González Flores. Por razones políticas y económicas el SNE no pudo continuar su labor y el problema eléctrico se mantiene hasta la los años 40.
En 1929 se involucra en la candidatura de Joaquín García Monge. En 1932 encabeza la papeleta de diputados por Alajuela y resulta elegido, siendo Ricardo Jiménez Oreamuno electo presidente por tercera vez. Para la campaña de 1936 se vuelve a postular como diputado por el primer lugar de San José del Partido Nacional, opositor al gobierno, con Octavio Béeche Argüello como candidato y resulta elegido en dos períodos (1932-1936 y 1936-1940). Durante esa campaña de 1935-1936 ocurre entonces el confuso incidente del 9 de diciembre de 1935, cuando se efectuaba una reunión política en el Parque Victoria de Puntarenas y se enfrentan los bandos de León Cortés Castro con los «beechistas» y dentro del incidente hay dos disparos que hieren a un niño de 14 años, quien es operado luego por el propio doctor. Se culpa a Moreno Cañas de haber disparado al aire y haber agitado a la multidud, pero otros señalan que el doctor no llevaba armas y por eso no pudo haber disparado. La prensa destaca el asunto por varios días y finalmente partidarios de ambos bandos le hacen un desagravio público en uno de los diarios nacionales. Se ha considerado que tenía grandes posibilidades de postularse para presidente de la República para el período 1940-1944, con el apoyo de Ricardo Jiménez Oreamuno y en abierta oposición a Calderón Guardia.

### El asesinato y funeral

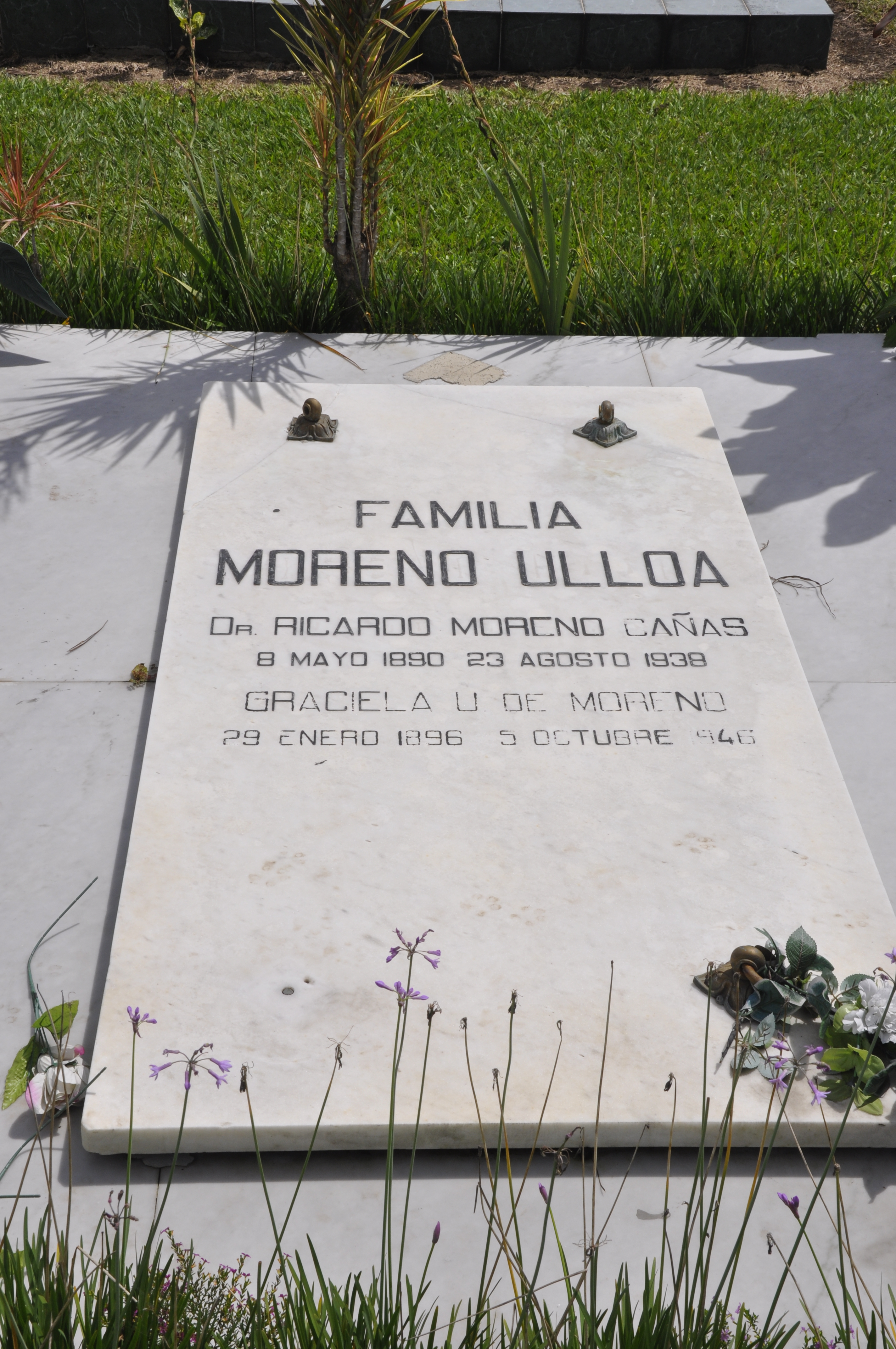
Sepultura del Dr. Moreno Cañas en el Cementerio General de San José.

Durante los años 1928, 1929 y 1932, el doctor Moreno Cañas practicó una serie de operaciones en el brazo derecho al joven herediano Beltrán Cortés Carvajal. En los procedimientos fue asisitido por su colega, el doctor Carlos Echandi Lahmann. Beltrán Cortés había sufrido una fractura cuando niño y se le trató de corregir mediante las cirugías, las cuales no tuvieron éxito, en parte porque el paciente padecía de sífilis. El brazo le quedó con un acortamiento de diez centímetros respecto al otro y con una seria discapacidad. Este problema se volvió una obsesión para Cortés, que estaba limitado de trabajo y de dinero por esa razón. Un abogado y un médico lo instigaron a reclamar a Moreno Cañas por haberlo operado con mal resultado, pero bajo los efectos del licor, Beltrán Cortés tomó la determinación de matarlos. La noche del 23 de agosto de 1938 llegó a la casa del doctor Moreno Cañas a ser las 7:30 de la noche y tocó la puerta, dando un nombre falso a la empleada doméstica. Entró a la casa y viendo al doctor sentado en la sala, le disparó tres veces: una bala paso a través del brazo derecho levantado y traspasó el cuello, la segunda entró por la axila izquierda y la tercera pasó por la nariz, hasta la base del cuello. El doctor cayó muerto en el lugar, frente a su esposa y sus dos hijas pequeñas. 
Beltrán Cortés salió del lugar y se dirigió a la casa del doctor Carlos Manuel Echandi, llamó a la puerta y le pidió al criado que llamara al médico. Al salir éste, le disparó dos veces, un tiro fallo y dio en la puerta, el segundo entró por el pecho y perforó la arteria pulmonar, cayendo muerto en el jardín. En su escape, Beltrán Cortés mató además al canadiense Arthur Maynard e hirió gravemente a Egérico Vargas Loría y a Rodolfo Quirós antes de ser atrapado. Fue condenado a cadena perpetua por este crimen, pero lo pusieron en libertad 32 años después. Al día siguiente fueron los funerales de ambos médicos en la Catedral Metropolitana, en una solemne ceremonia que congregó a representantes de los poderes de la República, a las altas esferas de la sociedad, pero especialmente al pueblo.

## Acusaciones de conspiración
Después de la muerte del doctor y dada su popularidad en el campo médico y el político, se divulgaron dos hipótesis sobre su muerte. La primera de ellas sugería que Beltrán Cortés había sido instigado para cometer el crimen por los partidarios del doctor Rafael Calderón Guardia, con el fin de evitar que se le opusiera como candidato en las elecciones de 1940-1944. De conformidad con la obra de Eduardo Oconitrillo esta teoría es poco probable, dado que para la fecha del crimen, Calderón Guardia ya era el candidato oficial del Partido Republicano y contaba con todo el apoyo del Presidente Cortés Castro; por otra parte, el doctor Moreno Cañas «apenas estaba considerando» la posibilidad de presentarse como candidato. La segunda teoría sugiere que el autor intelectual habría sido el propio presidente León Cortés Castro, como una venganza política por la dureza de la campaña anterior cuando Moreno Cañas militaba con la oposición encabezada por Octavio Beeche.

## Culto

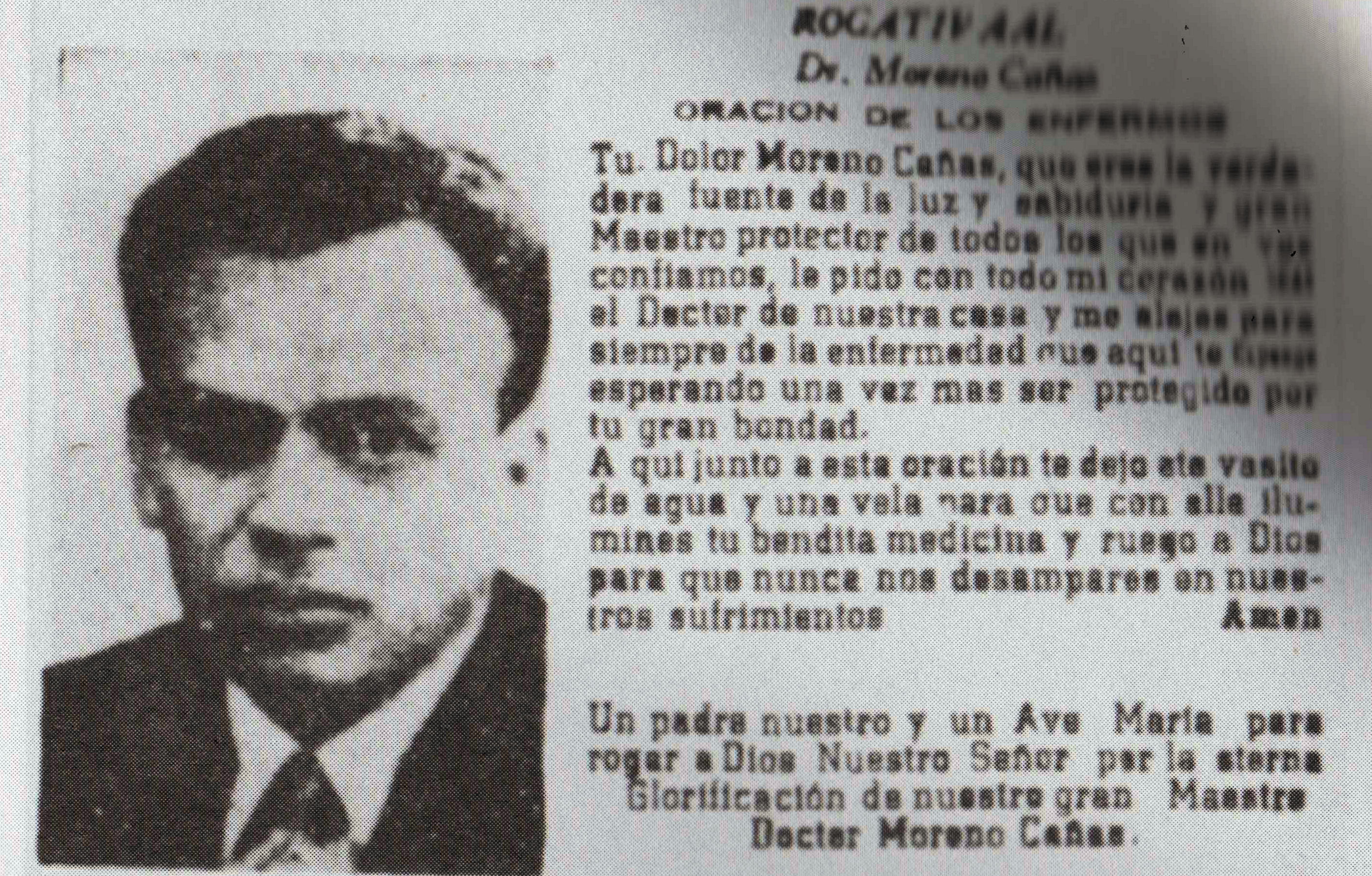
Oración popular al Dr. Moreno Cañas.

Recién muerto el doctor, algunas personas aseguraron haber obtenido curaciones milagrosas por su intercesión y la fama y las leyendas se fueron extendiendo cada vez más, hasta convertirse en un ícono de la religiosidad popular costarricense. Se hizo muy popular en las siguientes décadas una oración especial que se le rezaba en las noches y junto a su fotografía se dejaba un vaso de agua donde el doctor ponía su medicina y sanaba al enfermo al tomar esa agua por las mañanas. Es común encontrar flores en su tumba, especialmente para la época en que se conmemora su muerte. Fue declarado Benemérito de la Patria por Decreto Ejecutivo el 21 de noviembre de 1949.
En Costa Rica, en 2009 el cineasta Andrés Heidenreich proyectó la película «La región perdida», que intenta mostrar un enfoque diferente de la historia de Moreno Cañas. La producción del largometraje estuvo a cargo del grupo Terruño Espressivo y Área 51 Producciones Cinematográficas S.A. Por otro lado, el guion de la nueva docuficción es obra de Heidenreich y Tobías Ovares.